# Ватрано, Фрэнк
Фрэнк Ватрано (англ. Frank Vatrano; род. 14 марта 1994 года, Ист-Лонгмедоу, Массачусетс, США) — американский хоккеист клуба НХЛ «Анахайм Дакс».
22 февраля 2018 года был обменян из «Бостон Брюинз» в клуб «Флорида Пантерз», в обмен «мишки» получили третий раунд выбора драфта НХЛ 2018 года. 24 февраля 2019 года подписал трёхлетний контракт с «пантерами» на сумму 7.59 млн долларов.
1 июля 2019 года с его новой командой подписал 7-летний контракт Сергей Бобровский. Фрэнк играл под любимым номером Сергея – 72, но согласился уступить его за Rolex, обед из «Макдональдса» и бутылку вина.
16 марта 2022 года, за три месяца до истечения контракта, был обменян в Нью-Йорк Рейнджерс в обмен на выбор в 4-м раунде драфта НХЛ 2022.
13 июля 2022 года в качестве ограниченно свободного агента подписал 3-х летний контракт с Анахайм Дакс.
5 января 2025 не джидаясь статуса неограниченно свободного агента продлил контракт с Анайхайм Дакс на следующие 3 года.
До 2015 года выступал в NCAA.

## Личная жизнь
У Ватрано есть кузен — Барри Алмейда, который выступает в ECHL, а также есть два брата — Сэмми и Грег, которые в разное время были хоккеистами.